# Bankpost papir
Bankpost papir izrađuje se od bijele celuloze četinjača i celuloze od slame koja mu daje tvrdoću, a rjeđe od krpa. Punokeljen je, bijele boje, ponekad nježnih nijansa, gramature od 60 do 100 g/m2, obično s vodenim znakom. Osim podesnosti za pisanje i otpornosti na brisanje, bankpost papir može se upotrebljavati i za tisak.

## Bezdrvni papir
Bezdrvni papir sadrži bijeljenu ili nebijeljenu celulozu bez primjese drvenjače. Upotrebljava se kao kvalitetan pisaći i tiskovni papir.

### Ofsetni papir
Ofsetni papir je dimenzijski stabilan, keljen, a radi stabilnosti nanesenih boja u ofsetnom tisku njegova pH-vrijednost treba biti oko 4,5. Ofsetni papir je strojnogladak papir namijenjen za ofsetni tisak. Kako taj tisak ovisi o kvaliteti papira više od bilo kojeg drugog tiskarskog postupka, to se od ofsetnog papira vrlo mnogo traži s obzirom na dimenzijsku stabilnost, površinsku čvrstoću, prašenje, čerupanje, jednoličnu debljinu i vlažnost.